# Pico de massa óssea
O pico de massa óssea é a quantidade máxima de massa óssea que uma pessoa possui durante a vida. Geralmente ocorre aos vinte e poucos anos nas mulheres e aos vinte e muitos anos nos homens.